# توربو يونيون
توربو يونيون المحدودة (بالإنجليزية: Turbo-Union)‏: هي مشروع مشترك بين ثلاثة من مصنعين المحركات الجوية الأوروبيين وهم: فيات افيو (بالإنجليزية: FiatAvio)‏ (الآن AVIO)، وأم تي يو للمحركات الجوية ورولز رويس بي إل سي.

## المنتجات
منتج الشركة الوحيد هو المحرك التوربيني المروحي من طراز أر بي 199، والذي صنع خصيصا لدفع طائرة بانفيا تورنادو.

## المساهمين
ملكية الشركة موزعة على المساهمين الحاليين وهم:

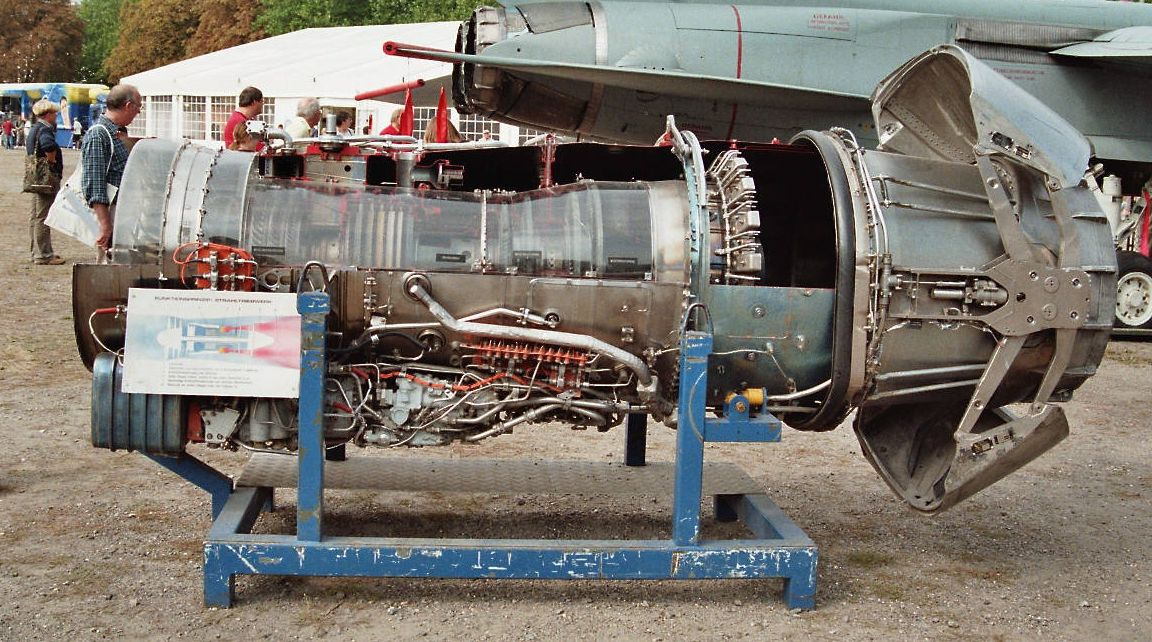
محرك أر بي 199

| الشركة                       | الدولة          | نسبة المساهمة |
| ---------------------------- | --------------- | ------------- |
| رولز رويس بي إل سي           | المملكة المتحدة | 40٪           |
| أم تي يو للمحركات الجوية     | ألمانيا         | 40٪           |
| افيو (سابقا فيات Aviazione ) | إيطاليا         | 020٪          |